# Militaire Medaille van Olmütz
De Militaire Medaille van Olmütz (Duits: Olmützer Militärmedaille) werd in 1796 door keizer Frans II van het Heilige Roomse Rijk gesticht.
De Habsburgse heersers vochten sinds 1792 tegen het revolutionaire Frankrijk. In 1796 had de oorlog de rand van de Alpen bereikt.
De ronde verguld zilveren medaille heeft een diameter van 4 centimeter en draagt op de voorzijde op een cartouche de naar rechts gewende gelauwerde kop van de stichter met het rondschrift "MILITI ELLECTO CÆSAREM ET PATRIAM DEFENDENTI" en onder de kop "F.II.". Op de keerzijde staat een gekroonde en geblokte heraldische adelaar met gespreide vleugels en op de borst een hartvormig schild met de letters "FMT". Het randschrift op de keerzijde luidt "SENATUS POPULUSQUE OLOMUCENSIS Ao 1796".
Op de voorzijde staat de signatuur "RISA.".
De medaille werd aan een heldergroen lint met zwarte biezen gedragen. Deze medaille werd aan een zijden lint op de linkerborst, of in het knoopsgat van de geklede jas, gedragen. Het typisch Oostenrijkse driehoekig lint was in die tijd nog niet ingevoerd.